# Prueba diabólica
La prueba diabólica (en latín, probatio diabolica) o prueba inquisitorial es una expresión del ámbito del Derecho que describe la práctica de exigir por parte del jurado a la defensa una prueba a favor de la no participación del reo en la comisión del delito imputado. En una probatio diabolica el interpelado deberá, por ejemplo, demostrar que algo no ha ocurrido, la inexistencia de algo, o su propia inocencia en un proceso judicial, cuando lo correcto según el Derecho moderno es que la «carga de la prueba» corresponde a quien ha de probar la existencia de algo, o probar la culpabilidad.
La prueba del diablo es el dilema lógico de que mientras las pruebas demuestran la existencia de algo, la falta de pruebas no lo refuta. En esencia, la falta de pruebas de la afirmación contraria hace que la afirmación sea verdadera en algún sentido. Esto conecta con la idea de que, mientras que las pruebas sustanciales pueden demostrar la existencia del diablo, no hay pruebas que nieguen la existencia del diablo; por lo tanto, no se puede negar la existencia del diablo.
La ilegitimidad de la prueba diabólica en los tribunales de los modernos Estados de Derecho se basa en que, caso de no encontrarse pruebas a favor de la comisión del delito por parte del reo, este debería ser declarado libre en virtud de la presunción de inocencia existente en estos Estados. Pero con la petición de prueba diabólica, tal presunción de inocencia se infringiría al crearse la necesidad de descubrir además una evidencia de no haber tenido el sujeto parte en el delito imputado, impidiéndose así que el acusado saliera libre de cargos en espera de hallar unas pruebas cuya aparición nadie puede garantizar tampoco. Dicho en otras palabras: los Estados de Derecho modernos establecen en sus leyes que si es imposible probar la culpabilidad de un reo este debe ser declarado inocente, lo cual no podría ocurrir si se dictaminara además que se hubieran de buscar pruebas de su inocencia que podrían no encontrarse nunca (igual que ocurre con las de su culpabilidad), obligando esta última eventualidad a la dilación indefinida de una sentencia con resultado de inocencia a la que el acusado tiene derecho por ley (por la propia presunción de inocencia). Y explicado de una tercera forma: no tiene sentido buscar legalmente pruebas de la inocencia de alguien que ya es legalmente inocente por no aparecer pruebas de su culpabilidad, ya que la ley presume inocentes a todos aquellos cuya culpabilidad no se pueda demostrar.
En la antigüedad, sin existir el concepto de "presunción de inocencia", también era necesario demostrar la culpabilidad del acusado. En muchas ocasiones bastaba con su propia confesión. Esta podía ser lograda bajo tortura, aunque en este caso y según indican las Siete Partidas de Alfonso X de Castilla, era necesaria su ratificación ante el juez, bastando la alegación de haberla realizado por miedo para invalidarla. Esto por supuesto no invalidaba cualesquiera otras pruebas se lograran gracias a la tortura, afectando la nulidad únicamente a la confesión.
Por su naturaleza jurídica y racionalmente perversa, este tipo de prueba es rechazada por los tribunales modernos sujetos al Estado de Derecho y a los procedimientos garantistas, pues supone una inversión del onus probandi o carga de la prueba. Por extensión, es también excluida de cualquier procedimiento racional de prueba.
No obstante, hay ámbitos en los que la carga de la prueba puede trasladarse al acusado. En España, esto puede darse en los procedimientos administrativos sancionadores, donde la denuncia realizada por quien ostenta la condición de agente de la autoridad desplaza la carga de la prueba sobre el administrado, ya que el testimonio de aquel goza de presunción de veracidad. 
Otras situaciones pueden presentarse resemblando una "Prueba Diabólica". Por ejemplo en una demanda por paternidad puede requerirse al demandado la realización de un test de ADN. En estos casos, si el demandado se niega se suele considerar prueba suficiente en su contra. El razonamiento en este caso no es que el demandado no ha podido demostrar su falta de responsabilidad en la paternidad, sino que pudiendo facilitar las pruebas que determinasen esta en uno u otro sentido sin ningún esfuerzo irrazonable, ha preferido no hacerlo sin causa suficientemente motivada.